# Крюгер, Фридрих Вильгельм
Фридрих Вильгельм Крюгер (нем. Friedrich Wilhelm Krüger; 8 мая 1894, Страсбург — 10 мая 1945, Эггельсберг, Австрия) — один из руководителей оккупационного режима в Польше, обергруппенфюрер СА (1934), обергруппенфюрер СС (25 января 1935 года), генерал войск СС (20 мая 1944 года), генерал полиции (8 августа 1941 года).

## Биография
Сын полковника, брат Вальтера Крюгера. Образование получил в кадетских корпусах Карлсруэ (1909) и Берлине Лихтерфельде (1913). 22 марта 1914 года в чине лейтенанта вступил в пехотный полк Лютцова. За боевые отличия награждён Железным крестом 1-го и 2-го класса. В 1919—1920 годах входил в Добровольческий корпус Лютцова, участвовал в подавлении коммунистического движения в Германии. В мае 1920 года демобилизован. В 1920—1923 годах работал в издательствах, в 1924—1928 годах — директор мусоросжигательной фабрики (Берлин). Уволен по подозрению в коррупции.
15 ноября 1929 года вступил в НСДАП (партбилет № 171 199), в 1930 году — в СА, 16 марта 1931 года — в СС (билет № 6123), получил чин штурмбаннфюрера. С марта 1931 по январь 1935 года состоял для особых поручений в штабе 3-го абшнита СС. Занимал высокие посты в СА: с 5 апреля 1931 года начальник штаба группы СА «Восток», с 10 ноября 1931 года командир группы СА «Восток», с июня 1932 года начальник службы подготовки СА и группенфюрер СА для особых поручений при штабе Эрнста Рёма. В июне 1932 года избран депутатом рейхстага от Франкфурта-на-Одере. С 1 июля 1933 года начальник службы образования СА. При этом сохранял дружеские отношения с Куртом Далюге, с которым познакомился ещё в конца 1920-х годов по работе, и фактически служил его осведомителем в рядах СА, благодаря чему избежал репрессий во время «Ночи длинных ножей».
В 1935 году вернулся на командные посты в СС. С 15 июня 1933 года обергруппенфюрер в Мюнхене, член штаба рейхсфюрера СС и прусский государственный советник. С июля 1933 по август 1934 года начальник учебного управления СА. С 1 апреля 1936 года инспектор пограничных частей СС. С мая 1938 по октябрь 1939 года инспектор кавалерийских СС.
С 4 октября 1939 по 9 ноября 1943 года высший руководитель СС и полиции в генерал-губернаторстве и одновременно с 15 сентября 1942 года руководитель оберабшнита СС «Восток»; ближайший сотрудник Ганса Франка. Постоянно вступал в конфликт с Франком, требуя более энергичных и жестоких антипольских и антиеврейских мер. В конфликте с Франком пользовался поддержкой Генриха Гиммлера. В мае 1942 года противостояние разрешилось в пользу Крюгера, который занял специально для него учреждённый пост статс-секретаря по вопросам безопасности в правительстве генерал-губернаторства. После этого влияние Крюгера стало сравнимо, а иногда и превосходило влияние Франка. Одновременно он стал личным представителем Гиммлера по укреплению германской нации в генерал-губернаторстве. В 1939—1943 годах являлся главным руководителем всей системы нацистского террора в Польше, несёт ответственность за уничтожение миллионов поляков и польских евреев. По его приказу из Замостья выселили 110 тысяч поляков, чтобы освободить место для немецких колонистов.
Некоторое время Крюгер был куратором судьи СС Георга Конрада Моргена, однако его не удовлетворяло, что Морген при расследовании коррупционных дел не пытался выводить из-под удара старших функционеров СС. За это Крюгер как старший по званию (обергруппенфюрер СС), в октябре 1941 года отправил Моргена (штурмбаннфюрера СС) на Восточный фронт. Когда Гиммлер узнал о выходке Крюгера, немедленно произвёл Моргена в оберштурмбаннфюреры СС, а Крюгера, который окончательно рассорился с Франком, отправил на фронт.
9 ноября 1943 года Крюгер был зачислен в состав Личного штаба рейхсфюрера СС и до апреля 1944 ода занимался тренировкой частей 7-й горнострелковой дивизии СС «Принц Ойген». С 20 мая 1944 года командир 6-й горнострелковой дивизии СС «Норд». С 26 августа 1944 года командир V горнострелкового корпуса СС. 20 сентября 1944 года награждён Рыцарским крестом Железного креста за командование дивизией в составе 20-й горной армии в Финляндии. Участвовал в операциях против партизан в Западной Югославии.
В феврале 1945 года назначен высшим руководителем СС и полиции в Вене. Покончил жизнь самоубийством. Как писал Крюгер в последнем письме, его репутацию подмочили «польские дела» о коррупции, которыми занимался Морген и в которых представил Крюгера одним из обвиняемых.

## Награды
- Железный крест (1914) 2-го класса (Королевство Пруссия)
- Железный крест (1914) 1-го класса (17 февраля 1915) (Королевство Пруссия)
- Крест «За военные заслуги» 3-го класса с воинским отличием (осень 1916) (Австро-Венгрия)
- Королевский орден Дома Гогенцоллернов рыцарский крест с мечами (25 апреля 1918)
- Нагрудный знак «За ранение» (1918) в серебре (Германская империя)
- Почётный крест ветерана войны с мечами (1934)
- Шеврон старого бойца
- Спортивный знак СА в золоте
- Золотой партийный знак НСДАП (30.01.1939)
- Орден Югославской короны 2-го класса (май 1939) (Королевство Югославия)
- Орден Короны Италии 2-го класса (январь 1940) (Королевство Италия)
- Крест военных заслуг 2-й степени с мечами
- Крест военных заслуг 1-й степени с мечами (20 апреля 1942)
- Пряжка к Железному кресту 2-го класса (2 августа 1943)
- Пряжка к Железному кресту 1-го класса (15 мая 1944)
- Рыцарский крест Железного креста (20 октября 1944)
- Медаль «За выслугу лет в НСДАП» в бронзе и серебре
- Медаль «За выслугу лет в СС»
- Кольцо «Мёртвая голова»
- Почётная шпага рейхсфюрера СС

## Киновоплощения
- 1967 — «Майор Вихрь» — Евгений Кузнецов,
- 1973 — «Семнадцать мгновений весны» — Евгений Кузнецов,
- 1976 — «Дума о Ковпаке» — Альгимантас Масюлис